# Gothèye
Gothèye este o comună rurală din departamentul Téra, regiunea Tillabéri, Niger, cu o populație de 64.656 de locuitori (2001).